# 錢黯
錢黯，字长孺，一字书巢（又作书樵），号墨樵、洁园，嘉善人，清朝政治人物、進士出身。

## 生平
順治十二年，登進士，历任池州推官。有《洁园存稿》。